# Donté Greene
Donté Dominic Greene (ur. 21 lutego 1988 w Monachium w Niemczech) – amerykański koszykarz, występujący na pozycji niskiego lub silnego skrzydłowego, obecnie zawodnik Al Ahli Jeddah.

## Kariera sportowa
W 2007 wystąpił w trzech meczach gwiazd amerykańskich szkół średnich – McDonald’s All-American, Jordan Classic i Nike Hoop Summit. W drugim z wymienionych spotkań został uznany MVP.
Greene jest absolwentem uniwersytetu Syracuse. Następnie trafił do draftu NBA, gdzie Memphis Grizzlies wybrali go z 28 numerem, jednak szybko został oddany do Sacramento.
7 sierpnia 2017 podpisał po raz drugi w karierze umowę z dominikańskim Leones de Santo Domingo. 3 września został zawodnikiem libańskiego Sporting Al Riyadi Bejrut.
11 października 2019 dołączył do libańskiego Champville.
6 stycznia 2020 zawarł umowę z saudyjskim Al Ahli Jeddah.

## Osiągnięcia
Stan na 7 stycznia 2020, na podstawie, o ile nie zaznaczono inaczej.
NCAA
- Zaliczony do:
  - I składu najlepszych pierwszorocznych zawodników Big East (2008)
  - II składu Big East (2008)

Reprezentacja
- Mistrz Ameryki U–18 (2006)
- Wicemistrz świata U–19 (2007)